# Hyposada postvittata
Hyposada postvittata là một loài bướm đêm trong họ Erebidae.